# Obolce
Obolce (biał. Абольцы, ros. Обольцы) – wieś na Białorusi, w obwodzie witebskim, w rejonie tołoczyńskim, w sielsowiecie Obolce. Dawniej miasteczko.

## Historia
Nazwa miejscowości pochodzi od rzeki Obolanki, nad którą leży. Pierwsza wzmianka pochodzi z XIV w. W 1387 król Polski Władysław II Jagiełło ufundował tu pierwszy na Białej Rusi kościół katolicki. W 1397 powstała przy nim parafia. Fundacja ta może świadczyć, że w tym okresie w Obolcach zamieszkiwali Litwini.
W XVI w., w zamian za odstąpienie dziedzictwa królowej Bonie, miasto otrzymali Sanguszkowie.
W 1619 powołano katolicki archidiakonat białoruski z siedzibą w Obolcach (jeden z dwóch archidiakonatów w diecezji wileńskiej). Istniał on do 1848.
Obolce odpadły od Polski w 1793 w wyniku II rozbioru.
Podczas okupacji hitlerowskiej, 14 sierpnia 1941 roku Niemcy utworzyli getto dla żydowskich mieszkańców. Przebywało w nim około 150 osób. 4 czerwca 1942 roku Niemcy zlikwidowali getto, a Żydów zamordowali. 